# 田上山
田上山（たなかみやま）は、滋賀県大津市南部の田上（たなかみ）地区から大石地区に連なる標高400 - 600メートルの山々の総称である。田神山とも書く。

## 概要
琵琶湖南部に位置する湖南アルプス の一角を構成する。
主峰は不動寺のある太神山（たなかみやま）で、このほか笹間岳（ささまだけ）、国見山（くにみやま）などで、ほぼ全域が花崗岩を主体とする。太神山の標高は599.7メートル。水晶、トパーズ（黄玉石）を産出する。
古来から神体山としてあがめられ、山頂付近には円珍が開創した不動寺がある。大津市枝三丁目の田上公園から天神川沿いに上る道が主な参道である。北麓には大戸川、西麓には信楽川が流れている。

### はげ山と治山事業
太古の昔はヒノキの古木が鬱蒼と生い茂っていた。藤原京造営やその後の平城京遷都、寺院造営などに際して、瀬田川、木津川を利用した水運による利便性と山中の木々の良質さから、田上山のヒノキを数万本伐採して用いたとされている。
このため田上山ははげ山となり、江戸時代には「田上の禿」という言葉もあったという。雨が降るたびに大量の土砂が瀬田川に流れ込み、大規模な氾濫を繰り返してきた。そのため明治期以降は、田上山の関津狐ヶ谷に谷止工（治山ダム）を計画し設計したオランダの技術者デ・レーケ、防砂技術の集大成『水理真宝』を著した市川義方、ヒメヤシャブシ やアカマツなどを植林し「緑山郡長」と慕われた松田宗寿など、様々な人が田上山の砂防に取り組んできた。
この一連の土木事業には地元の人々も参加したが、大正期の地元民の手記には「砂防工事へとワラジをはいて肩の痛い芝運搬にと、天びん棒の下で目をむいて数年間」という言葉が残されており、当時の作業の過酷さが伝わってくる。
江戸時代から現在に至るまで緑化が続けられているが、1992年時点での被植率は61.8%である。2009年には、ほぼ緑化がなされている。

### 隕石の発見
1885年（明治18年）、重さ174kgの日本最重量の隕石である田上隕石（たなかみいんせき）が発見された。

### 鉱物の産出
古来、木々の名産地として知られていた田上山ではあるが、それ以外にも明治期には岐阜県恵那地方、福島県石川地方とともに国内の花崗岩鉱物の三大産地の一つとして数えられていたほどである。しかしこの山の花崗岩鉱物の中でも、特に産出量が多い水晶は加工に向いていなかったことから長年放置されており、明治期に入って外国人商人がその存在を見つけるまでほとんど無価値のものとして扱われていた。明治期に入り、外国人宝石商がこれに目をつけると、さっそく地元民を雇って手当たり次第拾わせ、トパーズとして海外へ輸出したが、この時の田上山内からの産出分のうち、国外への持ち出し総量は明治年間だけでも700kgに及んだとされる。
戦後、1974年に中沢和雄によって発見された晶洞（中沢晶洞）の中で、重さ6.2kgの日本最大のトパーズの巨晶が発見された。